# Seasoned Veteran
Seasoned Veteran es el tercer álbum del rapero Richie Rich, lanzado el 5 de noviembre de 1996 por Def Jam Recordings. El álbum fue producido por Ali Malik, DJ Daryl, Doug Rasheed, Jermaine Dupri, Lev Berlak, Mike Mosley, Richie Rich y Rick Rock. Alcanzó el puesto 11 en la lista Billboard Top R&B/Hip-Hop Albums y el 35 en la Billboard 200, e incluye colaboraciones de 2Pac, E-40, Luniz, D'wayne Wiggins y T-Boz.
Los sencillos "Let's Ride" y "Do G's Get To Go To Heaven?" (dedicado a la memoria de 2Pac) fueron lanzados junto con un video musical.

## Lista de canciones
| #  | Título                        | Productor(es)            | Colaboración(es)            |
| -- | ----------------------------- | ------------------------ | --------------------------- |
| 1  | "Intro"                       | Lev Berlak, Richie Rich  |                             |
| 2  | "Funk"                        | DJ Daryl                 |                             |
| 3  | "It's On"                     | DJ Daryl                 | E-40                        |
| 4  | "Let's Ride"                  | Ali Malik                |                             |
| 5  | "30 Minutes (Skit)"           | Richie Rich              |                             |
| 6  | "Real Pimp"                   | DJ Daryl, Richie Rich    |                             |
| 7  | "Guess Who's Back"            | Lev Berlak, Richie Rich  |                             |
| 8  | "Fresh Out"                   | DJ Daryl                 |                             |
| 9  | "Niggaz Done Changed"         | Rick Rock                | 2Pac                        |
| 10 | "Pillow"                      | DJ Daryl                 | Rame Royal, D'wayne Wiggins |
| 11 | "Check 'Em'"                  | DJ Daryl                 |                             |
| 12 | "Real Shit"                   | Lev Berlak               |                             |
| 13 | "Questions"                   | Doug Rasheed             | Luniz                       |
| 14 | "It's Not About You"          | Lev Berlak, Richie Rich  |                             |
| 15 | "Do G's Get To Go To Heaven?" | Mike Mosley, Richie Rich | Bo-Roc of The Dove Shack    |
| 16 | "Touch Myself (Remix)"        | Jermaine Dupri           | T-Boz                       |

## Posiciones en lista
Álbum
| Lista (1996)                          | Posición máxima |
| ------------------------------------- | --------------- |
| U.S. Billboard 200                    | 35              |
| U.S. Billboard Top R&B/Hip-Hop Albums | 11              |

Sencillos
| Canción                       | Lista (1996)                         | Posición máxima |
| ----------------------------- | ------------------------------------ | --------------- |
| "Let's Ride"                  | U.S. Billboard Hot 100               | 74              |
| "Let's Ride"                  | U.S. Billboard Hot R&B/Hip-Hop Songs | 55              |
| "Let's Ride"                  | U.S. Billboard Rap Songs             | 8               |
| Canción                       | Lista (1997)                         | Posición máxima |
| "Do G's Get To Go To Heaven?" | U.S. Billboard Hot 100               | 57              |
| "Do G's Get To Go To Heaven?" | U.S. Billboard Hot R&B/Hip-Hop Songs | 37              |
| "Do G's Get To Go To Heaven?" | U.S. Billboard Rap Songs             | 10              |
| "Let's Ride"                  | U.S. Billboard Hot 100               | 67              |
| "Let's Ride"                  | U.S. Billboard Hot R&B/Hip-Hop Songs | 69              |
| "Let's Ride"                  | U.S. Billboard Rap Songs             | 15              |